# Śródmieście (Bytom)
Śródmieście – dzielnica Bytomia obejmująca centralną część miasta.

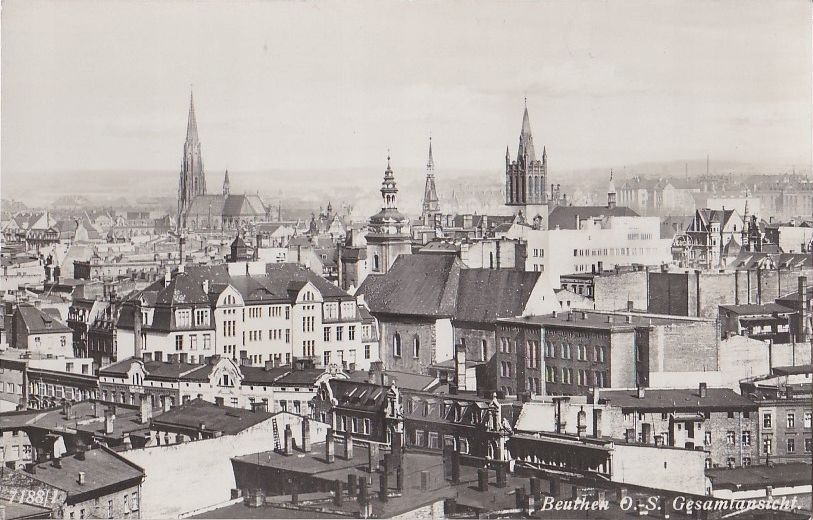
Śródmieście Bytomia około lat 30. XX wieku

W 2008 roku, na wniosek „grupy inicjatywnej na rzecz powołania Dzielnicy Rozbark”, zmienione zostały granice między obszarami na których można utworzyć dzielnice. Ze względu na „historyczne i utrwalone więzi społeczne”, ze Śródmieścia został wyłączony m.in. teren parafii św. Jacka.